# Forre alveali dell'Alta Sabina
Forre alveali dell'Alta Sabina este o arie protejată (arie specială de conservare — SAC, sit de importanță comunitară — SCI) din Italia întinsă pe o suprafață de 94 ha, integral pe uscat.

## Localizare
Centrul sitului Forre alveali dell'Alta Sabina este situat la coordonatele 42°23′09″N 12°37′11″E / 42.385833°N 12.619722°E.

## Înființare
Situl Forre alveali dell'Alta Sabina a fost declarat sit de importanță comunitară în decembrie 1995 pentru a proteja 2 specii de animale. Situl a fost protejat și ca arie specială de conservare în octombrie 2017.

## Biodiversitate
Situată în ecoregiunea mediteraneană, aria protejată conține 4 habitate naturale: Păduri de Quercus ilex și Quercus rotundifolia, Matorral arborescenți cu Laurus nobilis, Păduri ilirice de stejar și carpen (Erythronio-Carpinion), Păduri de pin mediteraneene cu pini mezogeni endemici.
La baza desemnării sitului se află mai multe specii protejate:
- amfibieni (1): Triturus carnifex
- nevertebrate (1): rădașcă (Lucanus cervus)